# СПОТ (сателит)
СПОТ (Systeme Pour l'Observation de la Terre) је један од система сателита за снимање Земље из свемира. Одликује се снимцима са изузетно високом резолуцијом. Систем контролише агенција Спот Имаж, чије је седиште у Тулузу у Француској. Иницијативу за покретање ове мисије, дала је Француска свемирска агенција CNES (Centre national d'études spatiales) 1970-их година, док је развијање програма ишло уз сарадњу са Белгијским центром за научна, техничка и културолошка истраживања и Шведском компанијом за свемирска истраживања. Сателит је направљен да би обогатио знања о Земљи, истраживањем Земљиних ресурса, детекцијом и предвиђањима феномена везаних за климатографију и океанографију и мониторингом људских активности и природних феномена. Систем СПОТ укључује неколико сателита и терестричких контролних станица, за контролисање сателита, програмирање, обраду и дистрибуцију снимака.
Систему СПОТ припадају следећи сателити:
- СПОТ 1, лансиран је 22. фебруара 1986. године. Резолуција његових панхроматских снимака била је 10 m, док су мултиспектрални снимци имали резолуцију 20 m. Престао је са радом 31. децембра 1990. године;
- СПОТ 2, лансиран је 22. јануара 1990. године и још увек је оперативан;
- СПОТ 3, лансиран је 26. септембра 1993. године, а престао је са радом 14. новемра 1997. године;
- СПОТ 4, лансиран је 24. марта 1998. године;
- СПОТ 5, лансиран је 4. маја 2002. године. Има могућност снимања у резолуцијама: 2,5 m, 5 m и 10 m.

Сателити мисије СПОТ имали су једну новину. СПОТ 1 је први сателит који је имао могућности да снима у стерео-техници, тако да су се добијали стерео-снимци (за разлику од већине сателита, који и данас не снимају у стерео-техници, нити имају ту могућност). 

## Орбита
Орбита сателита мисије СПОТ је поларна, кружна и са истом висином и инклинацијом у односу на Земљу. Инклинација орбиталне равни, у комбинацији са ротацијом Земље око поларне осе, омогућава да циклус снимања сателита буде 26 дана (да за 26 дана сними целу Земљу). Сателит лети на висини од 822 километара изнад Земљине површи и има угао инклинације 98,7°. 

## СПОТ 1, 2 и 3
Почевши од 1986. године, када је лансиран први сателит из мисије СПОТ, сензорима ових сателита снимљено је више од 10 милиона снимака високог квалитета. СПОТ 1 је лансиран 22. фебруара 1986. године, са носачем Аријана 2. Свој први снимак послао је два дана касније. Тај снимак имао је просторну резолуцију 10 или 20 m. Сателит СПОТ 2 лансиран је 22. јануара 1990. године, док је трећи сателит ове мисије свој рад започео 26. септембра 1993. године.
Инструменти које су носили ови сателити били су идентични. Састојали су се из два иста HRV (High Resolution Visible) сензора, који су могли да снимају или појединачно, или истовремено. Имали су два спектрална модела снимања - панхроматски и мултиспектрални. Панхроматски канал имао је резолуцију 10 m, док су мултиспектрални снимци били са резолуцијом од 20 m. Имао је три мултиспектрална канала: зелени, црвени и блиски инфрацрвени (G, R, NIR). Један снимак обухватао је површину од 3600 km². 
Орбита СПОТ-а 1 оборена је 2003. године, па је он постепено губио висину и коначно пао на Земљу. Инстурменти за чување података на сателиту СПОТ 2 одавно не раде, он и даље врши мерења и снима снимке високог квалитета. СПОТ 3 такође више не ради због проблема са стабилизацијом. 

## СПОТ 4
СПОТ 4 лансиран је 24. марта 1998. године, да би значајно побољшао сателите СПОТ 1, 2 и 3. Главна предност новог сензора била је измена HRV сензора у смеру повећања његове резолуције и додавања још једног инструмента HRVIR. Овај сензор имао је додатни канал у инфрацрвеном делу спектра, што је побољшало могућности за истраживања у геологији, проучавање вегетације и снежног покривача. Овај сензор имао је резолуцију 20 m. Два оваква сензора била су програмирана за независтан рад, што је повећало могућности за снимање. Рок трајања инструмената била је ограничена на три до пет година, док су њихови телескопи и уређаји за снимање били побољшани.

## СПОТ 5
СПОТ 5 лансиран је 4. маја 2002. године. Има улогу да гарантује континуитет услуга корисницима, као и да побољша квалитет података и снимака предвиђањем промена у захтевима.
СПОТ 5 има два сензора високе геометријске резолуције (HRG), који су наследници сензора HRVIR са СПОТ-а 4. Они имају резолуцију од 2,5 до 5 m приликом панхроматског, и 10 m код мултиспектралног снимања. Овај сателит такође поседује HRS уређаје, који снимају панхроматски. Налазе се на предњој и задњој страни сателита, па су због тога у могућности да снимају у стерео-техници и обезбеде добру интерпретацију рељефа. 